# Comissariat de Propaganda
El Comissariat de Propaganda era una oficina de la Generalitat de Catalunya que tenia un paper propagandístic destacat durant la Guerra Civil espanyola. Va servir de model per a altres oficines similars que es van obrir a Europa durant la Segona Guerra Mundial. La majoria dels documents relatius al Comissariat s'han perdut en el temps, i per això es desconeixen moltes accions que va fer.

## Origen
Es va crear el 3 d'octubre de 1936 per decret signat pel llavors conseller primer Josep Tarradellas per a difondre la realitat cultural catalana pel món. El Comissariat era un òrgan autònom, depenent del departament de presidència, que rebia fons de la Conselleria de Finances.
El 4 d'octubre es va designar com a president del Comissariat el figuerenc Jaume Miravitlles (1906-1988), membre d'Esquerra Republicana de Catalunya. Miravitlles, que havia estat exiliat a França durant la dictadura de Primo de Rivera i que era un intel·lectual interessat per les idees avantguardistes. Havia estat membre del comitè executiu de l'Olimpíada Popular que hauria hagut de celebrar-se a Barcelona entre el 22 i el 26 de juliol de 1936 com a alternativa als Jocs Olímpics de Berlín i que no va arribar a fer-se pel cop d'estat del 18 de juliol. Miravitlles era també membre del comitè de milícies antifeixistes.
El Comissariat va néixer sense una definició clara dels objectius ni de com es realitzarien, ja que no existia cap model semblant que imitar. Dintre del territori nacional es volia mantenir el «entusiasme del poble» mentre que les accions a l'estranger havien de fomentar la lluita antifeixista. En l'acta de fundació es parlava de la realització d'actes de propaganda, tant en el front com en la rereguarda. Per a això es valdrien de diversos mitjans: 
- periòdics, revistes, cartells, llibres, etc.
- la fotografia o el cinema.
- l'organització d'actes com concursos, fires o exposicions d'art.
- la ràdio, conferències, mítings o cançons
- esdeveniments esportius.

L'acta fundacional permetia també que el Comissariat obrís oficines a l'estrangeri. Es van obrir oficines a París, Londres i Brussel·les. Les oficines de Barcelona es van instal·lar en un punt molt cèntric de la ciutat, al número 442 bis de l'Avinguda Diagonal (en aquells dies anomenada avinguda 14 d'abril), el que va facilitar l'accés a intel·lectuals i artistes que col·laboraven amb el Comissariat. Aquestes oficines es van quedar aviat petites per als gairebé tres-cents treballadors del Comissariat. El restaurant la Punyalada i l'Hotel Majestic, ambdós al Passeig de Gràcia barceloní, van quedar pràcticament requisats al servei del Comissariat.

## Primeres accions
El primer acte que va fer el Comissariat va ser una recepció de benvinguda als mariners del vaixell soviètic Zirianin el 19 d'octubre de 1936. El mes de novembre, va fer una recepció d'un grup de periodistes francesos que visitaven Catalunya. Cadascun d'aquests periodistes va rebre l'últim dia de la seva visita material propagandístic compost per una col·lecció de fotografies, un altre dels cartells editats des del 19 de juliol, un resum dels bàndols que feien referència a la reestructuració social i política. Finalment se'ls va lliurar una fulla de llorer que havia estat dipositada durant tota una nit en la tomba de Francesc Macià i que va ser dipositada en la tomba del soldat desconegut de París.
L'acció va ser un èxit i els periodistes van enviar cartes d'agraïment al president Lluís Companys pel tracte rebut durant la visita. A partir de llavors, el Comissariat va posar a la disposició dels periodistes estrangers mitjans tècnics per a facilitar-les la tasca informativa. Així per exemple, Robert Capa va revelar moltes imatges en laboratoris cedits pel Comissariat.
Aquest mateix any es va organitzar un míting multitudinari al velòdrom de París en el qual, entre d'altres, va participar La Pasionaria. També es van realitzar exposicions diverses i es van convidar escriptors estrangers i periodistes a visitar el conflicte espanyol. A més, s'enviava documentació gràfica i textual als principals mitjans de comunicació estrangers.

## Mitjans gràfics
Durant els primers temps de la guerra, el comissariat es van centrar en la propaganda gràfica, sobretot per cartells. Com en tota propaganda, es van utilitzar de forma recurrent alguns eslògans i frases, entre elles les de Catalans, Catalunya!, i Catalans, per Catalunya! Es publicava també una revista mensual Nova Ibèria, en quatre idiomes. Era una publicació elaborada amb molta cura que, a més de servir com a portaveu del comissariat, pretenia transmetre als països estrangers una imatge positiva de Catalunya.
A més de Nova Ibèria es publicava també la revista Visions, totalment gràfica i dedicada exclusivament a la guerra. Disposava també d'una editorial pròpia, Forja, que s'encarregava de publicar els llibres del comissariat. Alguns d'aquests llibres van ser Ciutadà: Què has de fer davant la guerra aèria? o Fulls d'història de Catalunya.
Un dels puntals del comissariat va ser la productora Laya Films, creada el 1936 dirigida per Joan Castanyer que havia estat ajudant del director francès Jean Renoir. Aquesta productora realitzava un resum setmanal, que rebia el nom d'Espanya al dia, i que s'oferia abans de cada pel·lícula en les sales cinematogràfiques. Els documentals mostraven imatges tant del front com de la rereguarda.
A més dels reportatges bèl·lics se'n van realitzar altres, destinats sobretot al públic estranger, que mostraven des de fires d'artesania catalana a diversos processos industrials. Aquests documentals volien donar la imatge d'un poble treballador i pacífic. Generalment les feien en quatre llengües: a més del català, castellà, anglès i francès. Laya films va produir un centenar de documentals al llarg de la seva història. A més, va actuar com a distribuïdora i va distribuit a Espanya els films produïts a la Unió Soviètica.

## Estil
Miravitlles tenia una idea molt clara de com volia que fos la propaganda que difongués el Comissariat. Per a ell, la República estava en poder de la raó, pel que es feia innecessari enganyar al poble amb mentides o amb exageracions. Si s'analitza el conjunt de material propagandístic que ha arribat fins als nostres dies es veu que es tenia molta cura dels productes, des dels cartells als llibres.
Els principals artistes i escriptors catalans es van implicar amb el Comissariat. Així, Joan Miró va realitzar un segell destinat a la propaganda a l'estranger amb el lema Aidez l'Espagne (‘Ajudeu Espanya’) que es va fer mundialment famós. Lola Anglada va dissenyar la figura d'un nen que, abillat amb un barret frigi, representava la lluita antifeixista. Es va fer tan popular que van arribar fins i tot a elaborar-se'n figures de terracota, cartells i un conte amb la seva imatge. Se li va donar el nom de El més petit de tots, extret d'un fragment de la cançó popular catalana Els tres tambors.
Altres artistes i intel·lectuals van col·laborar amb el Comissariat. Pere Quart va elaborar una Oda a Barcelona per encàrrec directe de Miravitlles. Les fotografies d'Agustí Centelles s'enviaven a tots els mitjans estrangers. Mercè Rodoreda va dedicar part del seu temps al Comissariat i va fer traduccions i correccions del català.
Salvador Dalí va oferir-se per a crear un departament dedicat a l'estudi de la cognició i l'estímul de la imaginació de la ciutadania. Un projecte que no va poder-se realitzar perquè quan es va oferir, el 1936, la urgència de la Guerra Civil impedia plantejar-se més experiments.
L'acció propagandística es realitzava en àmbits molt diversos, sigui nacional, estatal o internacional. L'acció del producte a fer s'analitzava curosament i tenia un tractament en valor del destí final, un cartell serà per anunciar un producte (exposició, gadget, etc.) mentre d'altre serà de complement (un estoig per a les postals) o bé es jugarà amb la dimensió internacional del sense paraules (l'espardenya, símbol de catalanitat democràtica i popular en lluita, triomfadora, contra l'esvàstica símbol representatiu de l'autoritarisme despòtic i immoral).
Donaven una especial importància a la difusió d'elements de la cultura catalana. El Comissariat va participar en el trasllat de part del patrimoni artístic de la Generalitat que va ser dut a Moscou poc abans de la fi de la guerra civil.

### Seccions
Es van crear seccions especialitzades dintre del Comissariat que funcionaven de forma autònoma. Així existien seccions especialitzades en cinema, música, grafisme, llibres, etc.
Seguint la pauta de l'ordre fundacional el treball periodístic i propagandístic s'organitza en àrees autònomes, estructurades de forma àgil i dinàmica mitjançant uns departaments jerarquitzats que amb recursos financers i materials introdueixen uns valors d'operativitat. Seguint les pautes que en Bertran i Musitu fa amb el SIFNE a la França democràtica a favor dels revoltats Jaume Miravitlles dimensionarà més recursos i mitjans, excel·leix en l'ús dels recursos visuals (films, cartells i art) i intel·lectuals (visites de periodistes). La labor de difusió s'efectua, doncs, en múltiples àmbits.

### Agilitat
Gràcies a aquesta diversificació, el Comissariat podia donar una resposta ràpida. Així, els bombardejos de Barcelona van ser coberts als pocs minuts pels fotògrafs. Poques hores després, els mitjans internacionals disposaven ja d'un dossier de premsa amb les imatges i els textos explicatius.

### Innovació
Es van utilitzar tots els recursos possibles en el moment. L'acta de fundació del Comissariat preveia fins i tot l'ús de la televisió (per aquell temps en procés experimental) per a l'activitat propagandística.
El més petit de tots fou una de les cartes de presentació del Comissariat de Propaganda de la Generalitat republicana. Nogensmenys, el cartell més emblemàtics i alhora innovador en l'època fou Aixafem el feixisme, considerat una obra mestra de la cartelleria bèl·lica de la primera meitat del segle xx. El pòster fou creació del fotògraf Pere Català i Pic, un dels grans ideòlegs de l'estratègia del comissariat, mitjançant el seu coneixement previ de les tècniques persuasives a través de la imatge publicitària. L'artista Salvador Dalí va oferir-se a Miravitlles, amb qui era amic des de la infància, per a ocupar el càrrec de Comissari de la Imaginació Pública, amb la missió d'estimular la irracionalitat en la vida quotidiana de la gent. Aquesta fou la primera i última vegada que Dalí va pretendre entrar en política.